# Aeretes melanopterus
Aeretes melanopterus — вид гризунів родини Sciuridae. Єдиний сучасний вид роду Aeretes. A. melanopterus є ендеміком Китаю та зустрічається в провінціях Сичуань, Ганьсу, Хебей та Пекін. Природним середовищем існування є гірські ліси, субальпійські хвойних ліси, а також мішані ліси з ялини та червоної берези на висотах 2500–3000 м над рівнем моря. Немає відомих загроз для цього виду, хоча він має невеликий ареал поширення та невеликий розмір популяції.

## Характеристики
З довжиною голови й тулуба від 27,5 до 35,5 сантиметрів та хвостом такої ж довжини (від 27,5 до 36,2 сантиметрів), це летяга середнього розміру. Задні лапи мають довжину від 47 до 63 міліметрів, а вуха – від 21 до 40 міліметрів. Його зовнішній вигляд суттєво не відрізняється від інших летяг і, як і вони, має льотну перетинку, яка у цього виду чорна з країв. Довге, пухке хутро зверху від піщано-коричневого до сіруватого забарвлення, з боків жовтувате, а знизу від сіро-бежевого до білуватого. Горло та морда біло-сірі. Хвіст коричневий і без чорного кінчика, а лапи чорні.